# Quartiere marocchino

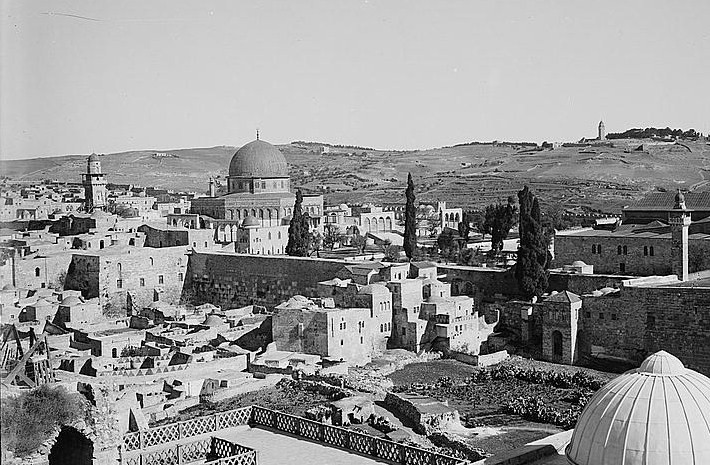
Il quartiere agli inizi del XX secolo

Il quartiere marocchino, o quartiere maghrebino, (in arabo حارَة المَغارِبة‎?, Hārat al-Maghāriba; in ebraico שכונת המוגרבים‎?, Sh'khunat HaMughrabim) era un quartiere situato nella Città Vecchia di Gerusalemme; costituiva un'estensione del quartiere musulmano e si estendeva tra il Muro Occidentale, la Porta del Letame e il quartiere ebraico.

## Storia
Stabilito nel XII secolo dagli Ayyubidi come waqf, accolse nel corso dei secoli gli immigrati che giungevano dal Maghreb e i loro discendenti. La comunità locale mantenne le tradizioni culturali dei propri antenati fino al XX secolo, soprattutto in ambito culinario e nel vestiario.
In seguito alla presa di Gerusalemme Est da parte delle forze israeliane nel 1967, la comunità locale, consistente in un centinaio di famiglie (650 persone), venne sgomberata il 10 giugno dello stesso anno; agli abitanti vennero concesse due ore per abbandonare le proprie abitazioni. Il quartiere venne demolito per far spazio all'attuale piazza situata di fronte al Muro Occidentale. Alcune strutture, come la moschea vicina a Bab Maghribeh e la Zawiya Fakhriyya vennero inizialmente mantenute, per poi venire demolite anch'esse nel 1969.
La metà delle famiglie locali aveva ascendenze maghrebine; già nel 1966, il mukhtār della comunità incontrò re Hasan II del Marocco, al quale consegnò una lista di famiglie, in modo che queste venissero registrate dalle autorità marocchine. Gran parte della comunità, assistita dal sovrano marocchino, si trasferì in Marocco attraverso Amman, mentre i rimanenti si stabilirono nel campo profughi palestinese di Shu'fat.